# Roy Marten
Roy Marten, de son vrai nom Roy Wicaksono Abdul Salam est un acteur, modelle et producteur de cinéma indonésienne le 1er mars 1952 à Salatiga, Java central en Indonésie.

## Biographie
Roy Wicaksono Abdul Salam est né le 1er mars 1952 à Salatiga, dans la province de Java central en Indonésie. Son père, Abdul Salam, est un indonésien issu de l'ethnie javanaise tandis que sa mère, Johanna Nora Van Daatselaar, est issue d'une famille originaire de Laren, dans la province de Hollande-Septentrionale, aux Pays-Bas qui s'est établi en Indonésie sous l'époque coloniale.
Issu d'une famille nombreuse, il est le troisième de six enfants. Son frère aîné, Rudy Salam est également acteur ainsi que prédicateur biblique, sa grande sœur, Mélanie Kusuma est restauratrice, son second frère, Eri Salam est notaire, son troisième frère, Ronny Sarsono est économiste tandis que son frère cadet, Chris Salam est un ancien acteur devenu avocat.
Roy Marten s'est marié pour la première fois dans les années 1970 avec Farida Sabtijastuti. De cette union le couple eut quatre enfants, Monique, Aline, Galih et Angling Gading. Ils ont par la suite divorcé dans les années 1980. En 1984, Roy a commencez à apparaître à plusieurs reprises en public au côté de la mannequin d'origine malaisienne, Anna Maria Sofyana, la relation fut très médiatisée en raison du fait qu'ils aient plus de douze années d'écarts et à cause de la différence de religion.
Bien que la famille d'Anna Maria Sofyana désapprouvait cette relation, ils se sont finalement mariés le 1er avril 1985. De ce second mariage naquît deux autres enfants, Merari Sabati et Mahesa Gibran.
Il est devenu le 14 septembre 2013, le beau-père de la chanteuse indonésienne, Gisella Anastasia, depuis que cette dernière a épousée son fils, l'acteur Gading Marten. Le couple s'est marié à Bali en raison de leurs différences de religion, son fils étant Orthodoxe tandis que Gisella Anastasia est Catholique.

## Filmographie
Roy Marten a commencé sa carrière dans sa ville natale de Salatiga en tant qu'actif sur la scène théâtrale mais aussi dans le mannequinat ou il s'attire une certaine popularité en raison de sa peau très claire et de son physique hors du commun. Il déménage à Jakarta au début des années 1970 et apparaît au cinéma en tant qu'acteur pour la première fois en 1974 dans le drame indonésien Bobby, qui raconte l'histoire d'amour impossible entre un riche jeune homme de bonne famille et une jeune adolescente issu des milieux défavoriser. Le succès du film est tel que Roy Marten reçoit très vite de nouvelles propositions de rôles et devient ainsi en quelques années, l'une des célébrités les mieux payer de toute l'Indonésie.
La presse a commencez alors à lui attribuer à partir de 1977, le surnom de The Big Five aux côtés des célébrités indonésiennes : Yenny Rachman, Robby Sugara, Yati Octavia et Doris Callebaute, le petit groupe étant alors considérer à l'époque comme les artistes les plus rentables du monde du divertissement indonésien. Après avoir joué dans un nombre mémorable au fil des années, il s'est retiré du monde du divertissement avec sa seconde épouse dans les années 1990 pour pouvoir consacrer plus de temps à l'éducation de ses enfants. Sa popularité est remontée en flèche à partir de 2006 quand il fut arrêté à Jakarta le 2 février de cette année en possession de plus trois grammes de méthamphétamine. Condamné initialement à une peine supérieure de neuf mois de prison pour usage de stupéfiants, il finit libéré le 1er octobre 2006.
Roy Marten est finalement de nouveau arrêté le 13 novembre 2007 lors d'une descente de police à l'hôtel Novotel de Surabaya en compagnie de trois de ses amis en plein milieu d'une séance de consommation de méthamphétamine. Condamné initialement pour récidive pour une peine de plus trois ans et six mois de prisons et d'une amende de plus de dix-millions de roupie indonésienne, il est finalement libéré trois mois avant sa sortie de prison à la suite d'un obscur accord entre la défense et les concessionnaires de la ville de Surabaya. C'est après sa sortie de prison qu'il décide de reprendre sa carrière d'acteur en main, bien que son passé de toxicomane continue souvent à lui être associé comme en témoigne son interprétation dans le film The Raid 2 de Reza, un commissaire de police corrompu et au mode de vie dépravé.

### Cinéma

#### En tant qu'acteur
- 1974 : Bobby
- 1975 : Rahasia gadis
- 1975 : Cintaku di kampus biru
- 1976 : Kenangan desember
- 1976 : Sesuatu yang indah
- 1977 : Tinggal bersama
- 1977 : Badai pasti berlalu
- 1977 : Kembang-Kembang plastik
- 1977 : Aula cinta
- 1977 : Akibat pergaulan bebas
- 1977 : Pengalaman pertama
- 1977 : Secerah senyum
- 1977 : Kekasihku
- 1977 : Christina
- 1977 : Kugapai cintamu
- 1977 : Guna-Guna istri muda
- 1977 : Jangan menangis mama
- 1978 : Roda-Roda gila
- 1978 : Rahasia perkawinan
- 1978 : Si genit Poppy
- 1978 : Laki-Laki Binal
- 1978 : Akibat godaan
- 1978 : Nafas perempuan
- 1978 : Musim bercinta
- 1978 : Dewi malam
- 1978 : Ombaknya Laut Mabuknya Cinta
- 1979 : Antara Dia dan Aku
- 1979 : Kabut sutra ungu
- 1979 : Romantika remanja
- 1979 : Kecupan pertama
- 1979 : Remaja idaman
- 1979 : Wanita segala Zaman
- 1979 : Ali Topan turun ke Jalan
- 1979 : Bayang-Bayang kelabu
- 1980 : Bukan sandiwara
- 1980 : Permainan bulan desember
- 1980 : Beningnya hati seorang gadis
- 1980 : Di sini cinta pertama kali bersemi
- 1980 : Tiga dara mencari cinta
- 1981 : Lembah duka
- 1981 : Fajar yang kelabu
- 1981 : Bila hati wanita menjerit
- 1981 : Gadis Marathon
- 1982 : Bawalah aku pergi
- 1982 : Tapak-Tapak kaki wolter monginsidi
- 1982 : Pasukan berani mati
- 1983 : Musang berjanggut
- 1983 : Budak nafsu
- 1983 : Rahasia Buronan
- 1983 : Walter monginsidi
- 1984 : Kontraktor
- 1984 : Kerikil-Kerikil tajam
- 1985 : Hatiku bukan pualam
- 1985 : Vaincre ou mourir
- 1985 : Madu dan Racun
- 1986 : Boleh rujuk asal
- 1986 : Tinggal sesaat lagi
- 1986 : Takdir Marina
- 1987 : Gema hati bernyanyi
- 1987 : Langit takkan runtuh
- 1988 : American Hunter
- 1988 : Pemburu berdarah dingin
- 1988 : Biarkan aku Cemburu
- 1988 : Suami
- 1989 : Nyoman cinta merah putih
- 1989 : Jeram bercinta
- 1990 : American Hunter
- 1990 : Pertempuran segi tiga
- 1991 : Triple Cross
- 1993 : Angel of Fury
- 2007 : Mengejar Mas-Mas
- 2010 : Selimut Berdarah
- 2011 : Catalan si Boy
- 2012 : Dilema
- 2012 : Sampai ujung dunia
- 2012 : 18++ Forever Love
- 2012 : Misteri pasar kaget
- 2012 : Jakarta Hati
- 2014 : The Raid 2
- 2014 : 17 tahun ke atas
- 2015 : Penjuru 5 satri

#### En tant que producteur
- 1978 : Roda-Roda gila de Dasri Yacob
- 1982 : Tapak-Tapak kaki wolter monginsidi de Frank Rorimpandey et Achiel Nasrun